# Kubrawiyya
Kubrawiyya (Kubrāwiyya) è la tariqa fondata nel XII secolo in Khwārizm da Najm al-Din Kubrà cui fu dato il nome "Kubrà" traendola dall'espressione araba che nel Corano indicava "il gran disastro" (al-tāmma al-kubrà"), a causa della forte capacità di polemista di Najm al-Dīn, il cui nome completo era in realtà Ahmad ibn Najm al-Dīn, anche se egli ebbe anche il soprannome di Walī turāsh (patrono di santi) a causa della sua appassionata opera di guida dei suoi discepoli.
La tarīqa, da lui fondata su incarico del suo maestro Ismā‘īl al-Qasrī, seguitò ad essere operativa anche dopo la morte di Najm al-Dīn Kubrà: a Bukhara, in India (col nome di Firdawsiyya), in Khorasan e in Kashmīr. Tra gli appartenenti alla Kubrāwiyya si può ricordare il grande sufi ‘Alā' al-Dīn Simnānī e si ricorderà come la confraternita conoscesse una diversificazione in una branca principale che rimase sunnita come il suo fondatore, e un'altra invece sciita, dalla quale ultima si dipartirono poi la Nūrbakhshiyya, che operò nel periodo safavide, e la Dhahabiyya, attiva tuttora in Iran nella zona di Shīrāz.
La confraternita di orientamento sunnita ha ceduto progressivamente spazio nelle sue regioni originarie alla Naqshbandiyya.